# إشراط استثابي

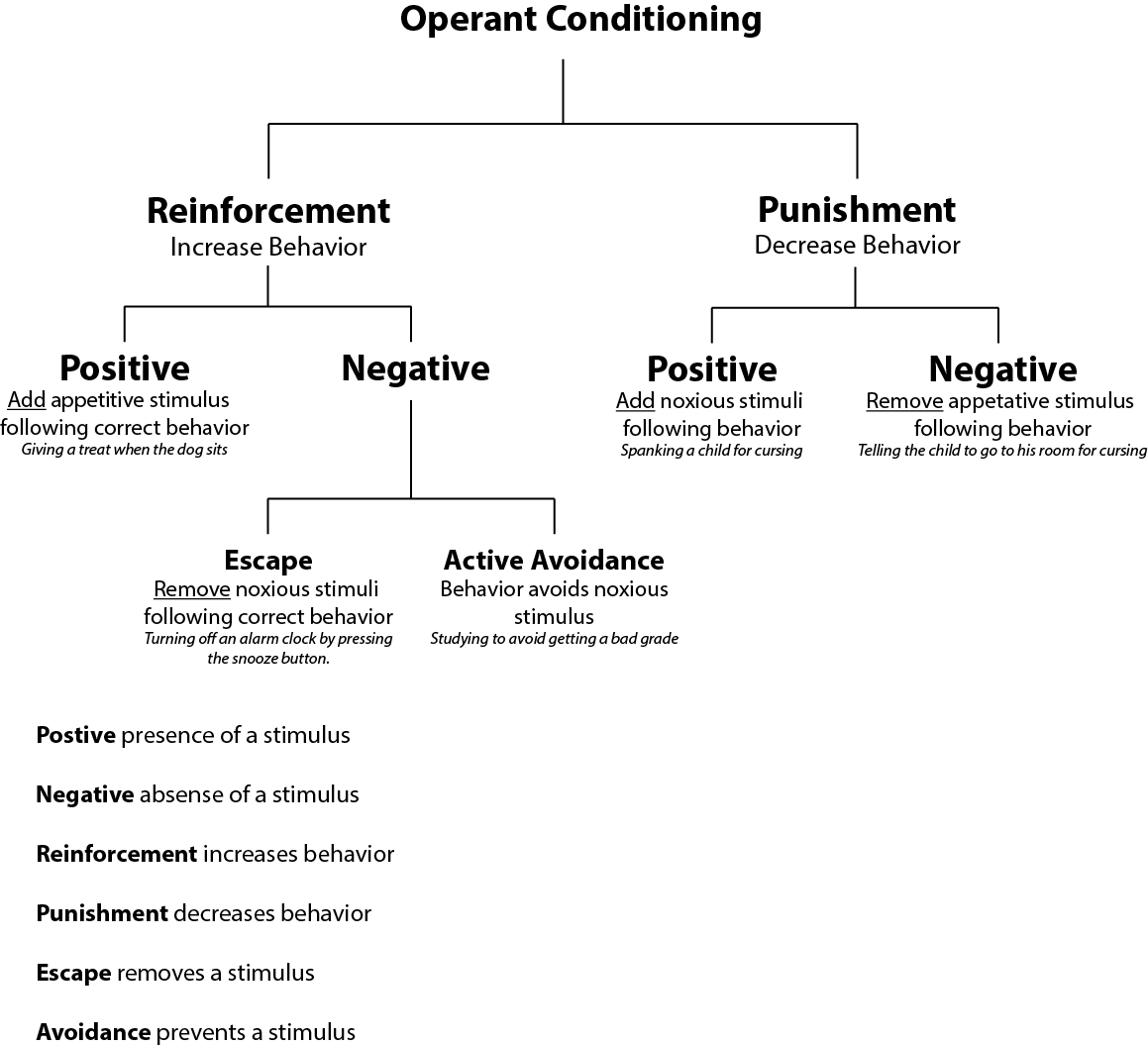

إشراط استثابي أو إشراط إجرائي هو عملية تَعْدِيْل أو تكييف السلوك من خلال دعمه وتقويته في حالات معينة واضعافه في أخرى بواسطة التعزيز الإيجابي أو السلبي في كل مرة يَظهر فيها هذا السلوك كاستجابة لتنبيه ما، حتى أن الشخص يصبح قادرا على ربط سلوكه بمستوى الرضى الذي ينجم عنه، وبالتالي يمكنه تحديد طبيعة سلوكه عند التعرض لتنبيه مماثل.